# ロバート・A・ハリス
ロバート・A・ハリス (Robert A. Harris) は、映画史研究者、映画の保存修復 (film preservation) の専門家で、ニューヨークに拠点を置く、古典的映画の修復、復元を専門的に行う企業 The Film Preserve Ltd のオーナー。

## 古典的映画の修復
ハリスはこれまでに、ジェイムズ・C・カッツとの共同作業により、『アラビアのロレンス』（1989年修復）、『スパルタカス』（1991年修復）、『マイ・フェア・レディ』（1989年修復）、『めまい』（1996年修復）、『裏窓』（1998年修復）などの修復を手がけてきた。
2006年には、『ゴッドファーザー』と『ゴッドファーザー PART II』の修復に関わった 。
2010年、ハリスは映画制作技術における視覚効果に関する業績に対し、国際プレス・アカデミーからニコラ・テスラ賞を贈られた。
2013年、ハリスは、『おかしなおかしなおかしな世界』ロードショー版の復元を完成させた。
2014年から2015年にかけては、『スパルタカス』や『マイ・フェア・レディ』のデジタル復元作業を指揮し、さらにレニ・リーフェンシュタールによるプロパガンダ映画の傑作『意志の勝利』のデジタル復元を監修した。『マイ・フェア・レディ』の修復では、現存する65mmプリントから、フレームごとに、8Kフォーマット (8K resolution) でデジタル化した上で修復加工し、4Kフォーマットの素材を作成する作業が重ねられ、100万ドル近い費用が投じられたという。

## その他の映画への関わり
ハリスは、マーティン・スコセッシとともに1990年の映画『グリフターズ/詐欺師たち』の製作にあたったほか、脚本も数本手がけ、アーネスト・シャクルトンを取り上げた『Endurance』や、イギリスの飛行船R101を取り上げた『Airship Empire』をプロデューサーのウェンディ・ウィンクス (Wendy Winks) とともに完成させた。『Airship Empire』は、ハーストに、『Endurance』は USA Films（フォーカス・フィーチャーズの前身）に採用されたが、結局いずれの作品も製作されなかった。
ハリスは、業界関係者のフォーラムである「Home Theater Forum」に定期的に寄稿している。

## 関連文献
- AV Club Interview, March 2000
- Remastering a Masterwork: Restoration of The Patriot
- Robert A. Harris' Statement at the Film Preservation Study: Washington, D.C. Public Hearing, February 1993
- eFilmCritic: Robert A. Harris On Restoring "The Godfather"